# Eburodacrys silviamariae
Eburodacrys silviamariae là một loài bọ cánh cứng trong họ Cerambycidae.